# Liste von Materia Medica der traditionellen tibetischen Medizin
Dies ist eine Liste von Materia Medica der traditionellen tibetischen Medizin. Die traditionelle tibetische Medizin assimilierte und synthetisierte die Theorien der traditionellen chinesischen, der traditionellen indischen und arabischen Medizin und bildete sich in einer langen Zeit der Praxis in einer über tausendjährigen Geschichte heraus.
Wichtige Werke zu den tibetischen Materia medica sind Sman dpyad zla ba’i rgyal po und Shel gong shel phreng.
Die Angaben erfolgen mit Pinyin-Schreibung und in chinesischen Kurzzeichen:

## Übersicht
- Phlomis younghusbandii (Pángxièjiǎ 螃蟹甲)
- Saxifraga stolonifera (Sǎngěng hǔěrcǎo 伞梗虎耳草)
- Oldenlandia auricularia (Ěrcǎo 耳草)
- Delphinium brunonianum (Nángjù cuìquè 囊距翠雀)
- Aconitum naviculare (Chuánxíng wūtóu 船形乌头)
- Mirabilis himalaica (Xǐmǎlāyǎ zǐmòlì 喜马拉雅紫茉莉)
- Veronica ciliata (Xiānmáo póponà 纤毛婆婆纳)
- Myricaria germanica (Shuǐbòzhī 水柏枝)
- Pterocephalus hookeri (Yìshǒucǎo 翼首草)
- Meconopsis integrifolia (Máobàn lǜrónghāo 毛瓣绿绒蒿)
- (Lánshícǎo 蓝石草)
- Gentiana urnula (Wūnu lóngdǎn 乌奴龙胆)
- Radix anisodi tangutici (Shānlàngdàng 山莨菪)
- Swertia pseudochinensis (Zhāngyácai 樟牙菜)
- Avena nuda (Qīngkē 青稞)
- Fel ursi (Xióngdǎn 熊胆)
- Yak-Butter (Máoniú sūyóu 牦牛酥油)
- Tsampa (zānbā 糌粑)

Materia medica aus den folgenden Pflanzenfamilien:
- Compositae 菊科
- Fabaceae 豆科
- Ranunculaceae 毛莨科
- Papaveraceae 罂粟科
- Apiaceae 伞形科
- Gentianaceae 龙胆科
- Rosaceae 蔷薇科
- Scrophulariaceae 玄参科
- Cruciferae 十字花科
- Liliaceae 百合科

Materia medica aus folgenden im Chinesischen als shǔ („Gattung“) bezeichneten Pflanzengruppen:
- Meconopsis Vi 绿绒蒿属
- Pedicularis L 马先蒿属
- Corydalis edulis Maxim 紫堇属
- Primula L. 报春花属
- Saxifraga L. 虎耳草属
- Aconitum L. 乌头属
- Delphinium L. 翠雀属
- Thalictrum L. 唐松草属,
- Hyoscyamus niger L. 莨菪属
- Sophora L. 槐属
- Gentiana L. 龙胆属
- Berberis L. 小檗属

- Rhabarber (Radix et Rhizoma Rhei (Dàhuáng 大黄)) in den drei Kategorien:
  - obere (Jūn Mǔ Zhá 君母札)
    - Rheum palmatum (Zhǎngyè dàhuáng 掌叶大黄)
    - Rheum tanguticum (Tánggǔtè dàhuáng  唐古特大黄)
    - außerdem
    - Rheum emodi (Zàngbiān dàhuáng 藏边大黄)
    - (Xǐmǎlāyǎ dàhuáng 喜马拉雅大黄)
    - (Tǎhuáng 塔黄)
    - (Xīzàng dàhuáng 西藏大黄)
    - (Bōyè dàhuáng 波叶大黄) (in Qinghai und Gansu)

  - mittlere (Qū shí zhá 曲什札)
    - Rheum spiciforme (Suìhuā dàhuáng 穗花大黄)
    - Rheum scaberrimum (Qísuì dàhuáng 歧穗大黄)
    - (Chángsuì dàhuáng 长穗大黄)
    - (Wǎngmài dàhuáng 网脉大黄)
    - (Xīnyè dàhuáng 心叶大黄)
    - Rumex obtusifolius oder Rumex chalepensis (Hóngmài dàhuáng 红脉大黄)
    - (Luǎn yè dàhuáng 卵叶大黄)

  - untere (Qū mǎ zhá 曲玛札)
    - Xiǎo dàhuáng 小大黄
- Carum carvi (Zàng huíxiāng 藏茴香)
- Radix anisodi tangutici (Shānlàngdàng 山莨菪)
- (Zàng dángshēn 藏党参)
- Hookeri Clarke var. longiflorum (Zàng zǐcǎo 藏紫草)
- Saussurea medusa (Shǔimǔ xuěliánhuā 水母雪莲花)
- Rhodiola sacra (Tánggǔtè hóngjǐng tiān 唐古特红景天)
- Kān bāsè bǎo 堪巴色宝 (Artemisia adamsii  [Āshìhāo 阿氏蒿])
- Qū Mǎ Zī 曲玛孜 (Pyrethrum tatsienense  [Dājiànjú 打箭菊])
- Dá Mǎ 达玛 (Nínghuā dùjuān 凝花杜鹃)
- ‚Wildochsenherz‘  (yěniúxīn 野牛心)
- Aquila chrysaetos kamtschatica (Tūjiù – 秃鹫)
- Lacca (Zǐcǎoróng 紫草茸)
- Laccifer lacca (Zǐjiāochóng 紫胶虫)

## Gesundheitshinweis
Einige der Materia medica sind toxisch.